# スポスタ☆MIX ZONE
スポスタ☆MIX ZONE（スポスタ ミックスゾーン）は、かつて文化放送で放送されたラジオ番組である。

## 番組概要
『SPORTS DISCOVERY from TOKYO SKYTREE TOWN STUDIO』の枠を引き継いだスポーツ情報番組。
サッカー、マラソン（おもに埼玉）など色々なスポーツを取り上げたほか、前番組から中央競馬メインレース実況中継も引き継いで放送した。
番組終了後の2021年10月3日からは、柴田阿弥がパーソナリティを務める『シャングリラ』（14:00-16:00　元は日曜10:00-13:00から時間移動）にスポーツニュースの内容・機能を統合した。

## 出演

### パーソナリティ
- 舘谷春香[1]（2018年4月8日 - 2021年9月26日、2020年10月にフリーアナウンサー転向後も継続して出演した）

過去
- 砂山圭大郎（2017年10月8日 - 2018年4月1日。前番組からの続投であった）

## 放送時間
- 日曜 15:00 - 16:00